# Aresteuca (rezervație ihtiologică)
Aresteuca (în ucraineană Орестовський заказник) este o rezervație ihtiologică de importanță locală din raionul Hotin, regiunea Cernăuți (Ucraina), situată lângă satele Aresteuca și Prigorodoc. Este administrată de consiliul local Prigorodoc.
Suprafața ariei protejate constituie 156 de hectare și a fost înființată în anul 2001 prin decizia consiliului regional. Statutul a fost acordat pentru protejarea unei secțiuni  a Nistrului superior, loc de reproducere și hrănire pentru valoroase specii de pește ca șalău, plătică, somn, crap, etc.